# 毛科文
毛科文（1898年2月29日—1929年），湖南宜章人，中国共产党早期领导人。

## 生平
三岁时父母双亡，在长兄抚育下识字、习武务农。五四运动后，邓中夏回乡传播共产主义，受到启发。1925年2月，由高静山介绍加入中国共产党，7月被选为中共宜章县地方执行委员会委员。积极参加组织县农民协会，出席湖南全省第一次农民代表大会。1928年，组建宜章县苏维埃政府，当选为主席，接着任湘赣边区特委委员和井冈山前敌委员会委员。中共五大期间，当选为候补中央委员。湘南暴动时，配合起义部队到全县各地活动，迅速恢复农会和农民革命武装。1929年2月1日，在遂川大汾镇战斗中被俘，越狱逃出，在黄茅、高坳岭、保和一带坚持斗争，同年7月再次被捕，在宜章就义。